# Harry Lawson

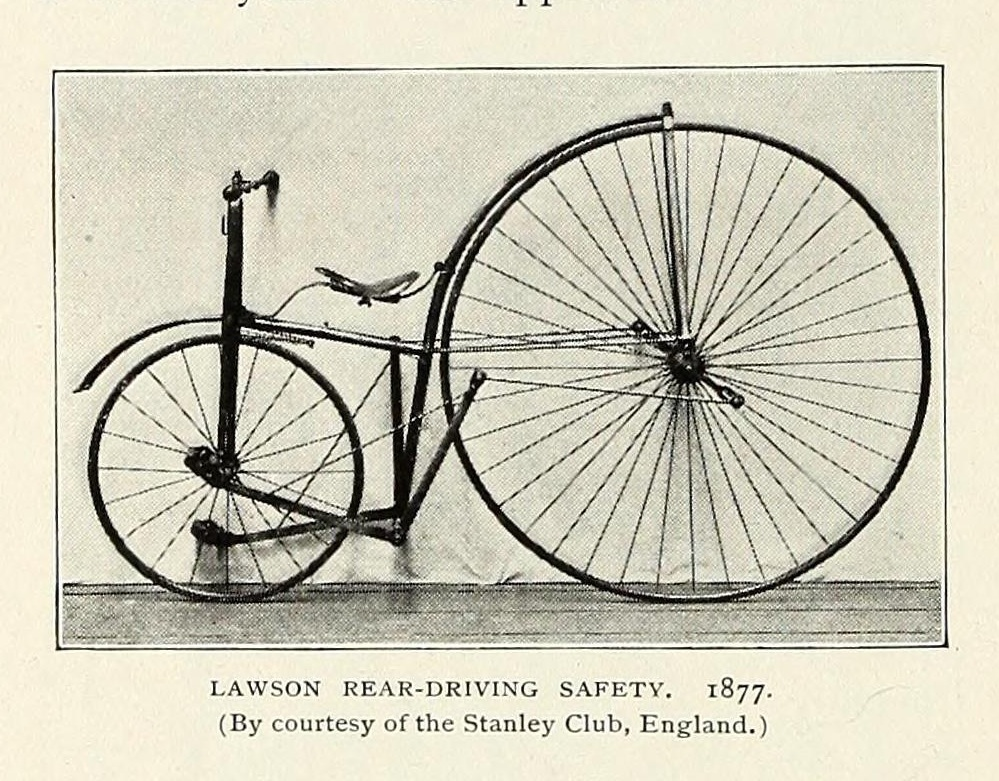
Lawsons "Safety", 1877

Lawsons kedjedrivna "Bicyclette", 1879

Henry John Lawson, också känd som Harry Lawson, född 23 februari 1852 i London i Storbritannien, död 12 juli 1925 i London, var en brittisk tävlingscyklist och motorindustripionjär.

## Uppväxt
Harry Lawson var son till den kalvinistiske predikanten Thomas Lawson. Familjen flyttade till Brighton 1873. Han konstruerade olika typer av cyklar, som den första egentliga konstruktionen av en säkerhetscykel, med kedjedrift till bakhjulet. Han anses, jämte John Kemp Starley, vara uppfinnare av den moderna cykeln.
Harry Lawson gifte sig 1879 med Elizabeth Olliver (född 1850). Paret fick fyra barn.

## Främjare av motortrafik
År 1895 grundade han tillsammans med Frederick Simms "Motor Car Club of Britain" som en av flera aktioner för att befrämja brittisk motorindustri och påverka parlamentet att avskaffa den restriktiva Locomotives Act från 1865 ("Red Flag Act"). Han och Motor Car Club of Britain organiserade i november 1896 "Emancipation Run" för att fira antagandet av "Locomotives on Highways Act 1896", som ersatte Locomotives Act. Numera  hålls det årliga London to Brighton Veteran Car Run på samma sträcka i åminnelse av detta.
Lawson försökte monopolisera den begynnande brittiska bilindustrin genom att köpa upp utländska patent. Han anskaffade exklusiva rättigheter för Storbritannien för att tillverka De Dion-Bouton- och Léon Bollée-bilar. Genom Daimler Motor Company, köpte han rättigheter av Gottlieb Daimler. Han grundade en rad bolag, bland andra British Motor Syndicate. Efter en rad affärsmisslyckanden reorganiserades British Motor Syndicate och namnändrades till British Motor Traction Company 1901, som sedan var verksamt till 1916 under ledning av Selwyn Edge.